# گریندرف-بیتسینگ
گریندرف-بیتسینگ (به فرانسوی: Grindorff-Bizing) یک کمون در فرانسه است که در Canton of Sierck-les-Bains واقع شده‌است.

## خصوصیات
گریندرف-بیتسینگ ۶٫۸۶ کیلومترمربع مساحت و ۲۶۷ نفر جمعیت دارد و ۳۰۰ متر بالاتر از سطح دریا واقع شده‌است.